# Hilarempis ordinata
Hilarempis ordinata är en tvåvingeart som beskrevs av Collin 1933. Hilarempis ordinata ingår i släktet Hilarempis och familjen dansflugor. Inga underarter finns listade i Catalogue of Life.